# Acypimoks
Acypimoks (łac. acipimoksum) – wielofunkcyjny organiczny związek chemiczny, analog kwasu nikotynowego, stosowany jako lek uzupełniający w leczeniu hipercholesterolemii oraz hipertrójglicerydemii.

## Mechanizm działania biologicznego
Dokładny mechanizm działania acypimoksu nie jest znany. Lek może działać zarówno poprzez receptor HCA2, jak i poprzez mechanizmy niezwiązane z tym receptorem. Receptor HCA2, który znajduje się w tkance tłuszczowej, żołądku, nabłonku jelitowym, wysepkach Langerhansa, neuronach podwzgórza i mózgu, może odgrywać kluczową rolę w utrzymywaniu zapasów energii w tkance tłuszczowej podczas głodzenia i nadmiernego wysiłku fizycznego. Acypimoks hamuje lipolizę w tkance tłuszczowej. Przypuszcza się, że aktywacja receptorów sprzężonych z białkiem Gi typu G, znanych wcześniej jako GPR109A na błonie adipocytów, skutkuje supresją cyklicznygo adenozyno-3′,5′-monofosforanu (cAMP).

## Zastosowanie medyczne
Acypimoks jest wskazany jako leczenie alternatywne lub wspomagające u pacjentów u których nie uzyskano wystarczającej odpowiedzi na leczenie innymi lekami taki jak statyny lub fibraty, dopiero kiedy reakcja na dietę lub inne niefarmakologiczne leczenie (np. ćwiczenia fizyczne, zmniejszenie masy ciała) jest niewystarczająca, w następujących przypadkach:
- hipertrójglicerydemia (hiperlipoproteinemia typu IV w klasyfikacji Fredricksona)
- hipercholesterolemia z hiperlipoproteinemią (hiperlipoproteinemia typu IIb w klasyfikacji Fredricksona)

Acypimoks nie jest dopuszczony do obrotu w Polsce (2020).

## Działania niepożądane
Acypimoks może powodować następujące działania niepożądane u ponad 10% pacjentów: ból głowy, dyspepsja oraz zaczerwienie skóry (szczególnie twarzy).